# 에로드구
에로드구(타밀어: ஈரோடு,영어: Erode district)는 ("페르발 구"라고도 한다.) 인도 타밀나두 주의 구이다. 콘구나두 지방에 위치하며, 타밀나두 서부에 있다. 티루푸르가 분리되기 전에는 타밀나두 주에서 가장 큰 주였으며, 중심지는 에로드이다. 하위에 에로드와 고비체티팔라밤 2개 도시가 있으며, 6개의 타루카가 있다. 원래 코임바토르구에 속해있었으나,  1979년 에로드 구로 개편하였다. 인도 평균보다 성비가 좋은 편이나, 문맹률이 높다.

## 인구
| 연도    | 인구      | ±% p.a. |
| ------- | --------- | ------- |
| 1901    | 629,892   | —       |
| 1911    | 667,968   | +0.59%  |
| 1921    | 725,434   | +0.83%  |
| 1931    | 769,455   | +0.59%  |
| 1941    | 886,108   | +1.42%  |
| 1951    | 1,010,616 | +1.32%  |
| 1961    | 1,106,528 | +0.91%  |
| 1971    | 1,356,092 | +2.05%  |
| 1981    | 1,587,604 | +1.59%  |
| 1991    | 1,802,939 | +1.28%  |
| 2001    | 2,016,582 | +1.13%  |
| 2011    | 2,251,744 | +1.11%  |
| source: |           |         |